# Water Tower Place
Water Tower Place is een wolkenkrabber in Chicago, Verenigde Staten, vernoemd naar de Chicago Water Tower. Het gebouw is 261,88 meter hoog en is ontworpen door Loebl, Schlossman & Hackl. Het gebouw bevat woningen, kantoren, een hotel en een winkelcentrum. De constructie begon in 1974 en werd in 1976 voltooid.

## Geschiedenis
In 1973 kwam Marshall Field bij vastgoedontwikkelaar Philip Klutznick met het plan om een tweede winkel in Chicago te openen. Dit project zou zich uiteindelijk tot Water Tower Place ontwikkelen.
De constructie van het gebouw begon in 1974. Marshall Field opende zijn tweede winkel in het gebouw al in 1975, terwijl het gebouw pas in 1976 werd voltooid.

## Ontwerp
Water Tower Place is 261,88 meter hoog en telt 74 verdiepingen. Het is door Loebl, Schlossman & Hackl in modernistische stijl ontworpen. Het podium bevat een winkelcentrum dat om een atrium van acht verdiepingen is gebouwd. De toren bevat een Ritz Carlton Hotel, kantoren en woningen.
Voor de bouw werd het twaalf verdiepingen tellende Pearson Hotel gesloopt. Van 1975 tot 1990 was Water Tower Place het hoogste gebouw van gewapend beton. In 1990 werd die titel namelijk overgenomen door 311 South Wacker Drive.
De parkeergarage van het gebouw biedt plaats aan 699 auto's. Het gebouw bevat 426 hotelkamers en 86.925,57 vierkante meter voor detailhandel.